# SNCF Proximités
SNCF Proximités, ancienne Direction des Transports Publics, Régionaux et Locaux (DTPRL) de la SNCF, était la branche du groupe SNCF chargée du transport public urbain, périurbain, et régional de voyageurs. 
Dans le cadre de la réforme ferroviaire adoptée en 2014 et entrée en vigueur le 1er janvier 2015, les missions de SNCF Proximités sont désormais assurées par SNCF Voyageurs et SNCF Keolis au sein de SNCF Mobilités.

## Chiffre d'affaires
Le chiffre d'affaires 2010 est de 11,77 milliards d'euros, en augmentation de +63,7 % (+4 191 millions d'euros) par rapport à 2009, hausse principalement due à l'intégration de Keolis pour 3 694 millions d'euros.
À périmètre et change constants et hors l'effet de la création de la branche Gares & Connexions, la croissance est de +149 millions d'euros, soit +2,3 %.

## Composition
- SNCF Proximités - EPIC :
  - Transport express régional : Transport Express Régional conventionné avec 20 Conseils Régionaux de France métropolitaine ;
  - Transilien : équivalent de TER en Île-de-France, conventionné avec Île-de-France mobilités ;
  - Intercités : transports inter-régionaux à moyen et long parcours, ainsi que les trains de nuit.

- SNCF Proximités - Filiales de droit privé :
  - Keolis (70 %) : transport urbain et départemental ;
    - EFFIA (possédé à 100 % par Keolis) : gestion de parkings.

Les marques Lunéa et Téoz ont disparu en janvier 2012, pour être rattachés sous l'appellation Intercités. Seule reste la distinction entre service de jour (ex-Téoz) et de nuit (ex-Lunéa).